# 床波
床波（とこなみ）は山口県宇部市の地名。現行行政町名は床波一丁目から床波六丁目。住居表示施行済み区域。郵便番号は755-0153（宇部郵便局管区）。

## 地理
宇部市東部の西岐波地区（旧西岐波村）に属する。中央部を流れる沢波川の河口には床波漁港が立地し、南側は周防灘に面する。北から東にかけて及び南西で大字西岐波、西から北西にかけて宇部線を境にして今村南に接する。地内は床波駅を中心に商店や住宅が密集し、宇部市東部の市街地の中心をなしている。床波バイパス開通以前の旧国道190号（宇部市道）沿線には金融機関やスーパーマーケットが立地し、床波商店会を組織する商店街が置かれている。

### 河川
- 沢波川

## 歴史
「床波」の名は江戸時代より既にみられていたもので、当時は現在の西岐波が床波村と呼ばれていた。町村制施行時に村名が「西岐波村」となることで床波の名前は地図上から一旦姿を消すもそれ以降も郵便局など各種施設に「床波」の名が残り、西岐波と床波の名前が共存していた。特に床波駅周辺一帯が「床波」地域と呼びならわされており、2006年の住居表示により床波の町名が正式に復活したことになる。

### 住居表示以前の地名
全域が大字西岐波に所属していた。小字は以下の通り。
- 一丁目 - 旭町、新浦後、新浦東、港
- 二丁目 - 権代西、栄町
- 三丁目 - 権代東、
- 四丁目 - 小路、白土
- 五丁目 - 大番西、大番東
- 六丁目 - 浦安、梶取、住吉、鍋屋、浜、浜東、向坂

### 沿革
- 2006年（平成18年）3月20日 - 大字西岐波より分立し床波一丁目から三丁目までが住居表示[2]。
- 2006年（平成18年）7月8日 - 大字西岐波より分立し床波四丁目から六丁目までが住居表示[3]。

## 交通

### 鉄道
- JR西日本宇部線が通り、床波駅が置かれている。

### バス
- 宇部市交通局 「床波」「西岐波学校前」「中学入口」バス停が置かれている。

## 施設
- 宇部市西岐波市民センター
- 宇部市西岐波ふれあいセンター
- 床波東会館
- 白土自治会館
- 栄町会館
- 浜・浜東会館
- 新浦会館
- 宇部市立西岐波中学校
- 宇部市立西岐波小学校
- 若蔦幼稚園
- 市立西岐波保育園
- 床波郵便局
- 西岐波学校給食共同調理場 - 西岐波小学校の北側に設置されている。
- 西岐波青果市場
- 床波漁港
  - 床波漁港魚市場
- 山口県漁業協同組合床波支店
- 西中国信用金庫床波支店
- 山口銀行床波支店
- 床波公園
- 沢波川排水機場
- 西光寺
- 大番神社
- 荒人神社